# José Luis Munárriz e Iraizoz
José Luis Munárriz e Iraizoz (Estella, Navarra, 26 d'agost de 1762 - Madrid; 18 de juliol de 1830), escriptor, traductor i crític literari espanyol, rector d'universitat i acadèmic de la llengua castellana.

## Biografia
Després de vint-i-dos anys d'estudis majors a Salamanca, universitat de la qual va ser rector entre 1771 i 1772 (va ser l'últim estudiant que va aconseguir aquest càrrec), i d'haver exercit la crítica literària en el Semanario de Salamanca sota el pseudònim de Pablo Zamalloa, es va establir a Madrid en 1796 i va entrar al servei de la Companyia de les Filipines, on va obtenir les ocupacions de secretari i director. El dos d'octubre d'aquest mateix any va ser escollit membre honorari de la Reial Acadèmia de Belles Arts de Sant Ferran; es va encarregar d'estudiar i reformar l'ensenyament de les arts i el primer de maig de 1807 en va ser nomenat secretari, càrrec del qual va dimitir per incompatibilitats amb altres treballs el 1815, si bé va continuar com consiliari.
Amb la invasió napoleònica va emigrar a Galícia i va tornar a Madrid el 1813. El 30 de març de 1815 va ser nomenat director de la Companyia de les Filipines. Va ser amic del poeta liberal Manuel José Quintana i va publicar nombrosos versos en la premsa diària, però va ser conegut sobretot per les seves traduccions, especialment de les Lecciones sobre la Retórica y las Bellas Lletras (Madrid, 1798-1799, 4 vols., segona edició Madrid, 1804), publicada en 1783 per l'anglès Hugo Blair, a les quals va afegir un estudi sobre sis poemes d'èpica culta espanyola; en la tercera reedició de 1822 va agregar a més un assaig sobre la literatura espanyola, anticipant-se en alguns aspectes al Romanticisme. Va publicar un Compendio d'aquesta obra el 1815.
El 1814 va ser escollit acadèmic de nombre per la Reial Acadèmia Espanyola.
Amb la revolució liberal de Rafael del Riego, va ser membre de la Societat Patriòtica de Pamplona el 1820. Va publicar Suplemento al Correo Universal de Literatura y Política, o Refutación de sus números 1 y 2 en lo relativo a la Compañía de Filipinas (Madrid, 1820, datat el 30 de juny). De 1821 a 1823 va ser individu de la Direcció general d'Estudis i el 1822 membre de la Junta de Llibertat d'Impremta. També va ser diputat a Corts per Navarra entre 1822 i 1823.
Les seves idees en estètica literària són clarament prerromántiques: la poesia és "el llenguatge de les passions", diu traduint Hugo Blair. Més errades són les seves afirmacions lingüístiques, com que l'origen de la llengua espanyola és visigòtic.